# Animal de pradă (film)
Animal de pradă (în engleză The Hunted) este un film thriller regizat de William Friedkin după un scenariu de Art Monterastelli[*]. A fost produs în Statele Unite ale Americii de studiourile Lakeshore Entertainment și a avut premiera la 14 martie 2003, fiind distribuit de Paramount Pictures. Coloana sonoră este compusă de Brian Tyler[*]. Cheltuielile de producție s-au ridicat la 55.000.000 $. Filmul a avut încasări de 45.500.000 $.

## Rezumat
Sergentul armatei americane Aaron Hallam, fost membru Delta Force, și-a petrecut o mare parte din carieră executând asasinate sub acoperire în serviciul guvernului. Aceste misiuni i-au provocat daune mentale sensibilului și inteligentului Hallam și se presupune că el fie a renunțat, fie guvernul a devenit nemulțumit de rezultatele misiunilor sale mai recente, ceea ce a dus la situația sa actuală.
În sălbăticia din Silver Falls State Park, Oregon, Hallam se întâlnește cu doi vânători de cerbi echipați cu puști scumpe. Hallam le spune că, datorită acestor scopuri sofisticate, ei nu sunt „vânători adevărați”. Îi urmărește prin pădure, dar aceștia nu sunt pe măsura abilităților sale și nici nu se pricep la capcane. În cele din urmă, îi ucide per cei doi cu cuțitul.
L.T. Bonham, fost instructor civil al armatei de supraviețuire și antrenament de luptă, trăiește acum adânc în pădurile din Columbia Britanică. El este căutat pentru a-l prinde pe Hallam, unul dintre foștii săi studenți. Potrivit autorităților, Hallam a devenit un renegat după ce a suferit un puternic stres de luptă în timpul războiului din Kosovo. FBI îi arată fotografii recente care arată cum Hallam a măcelărit vânătorii.
Bonham este de acord și i se cere să lucreze cu grupul de lucru al FBI, condus de agentul special Abby Durrell. Bonham îl urmărește pe Hallam și îi descoperă lucrurile personale într-un trunchi de copac gol departe în pădure. Când iese din copac, Hallam este deasupra lui. Hallam îl recunoaște imediat pe Bonham, care simulează ignoranța și îl întreabă de ce nu a răspuns niciodată la niciuna din scrisorile sale. Bonham atacă, dar în lupta corp la corp care urmează este bătut aproape de inconștientă. Dintr-o dată, Hallam este împușcat din spate cu o săgeată tranchilizantă și grupul de lucru FBI, care îl urmărise pe Bonham, îl prinde pe Hallam.
În timpul interogatoriului, Hallam nu este cooperant și se uită doar la Bonham, pe care îl consideră o figură părintească. Când începe să menționeze despre o operațiune militară secretă la care a participat, Bonham îl întrerupe pentru siguranța tuturor. Cei de la FBI nu știu sigur cum să trateze suspectul de crimă, iar Hallam se află în curând în custodia foștilor săi colegi JSOC, care spun agenților FBI că Hallam nu poate fi judecat din cauza operațiunilor clasificate la care a participat în străinătate, ca urmare a serviciului său militar.
În timp ce sunt transportați, agenții intenționează să-l omoare pe Hallam pentru a-i asigura tăcerea. Cu toate acestea, Hallam reușește să ucidă toți agenții și să scape. Alertați de incident, Bonham și echipa FBI îl urmăresc pe Hallam prin oraș și se întorc în pustie, unde Hallam îi evită în mod constant. După cum a fost învățat de Bonham, el creează un cuțit improvizat făcând un foc și forjând o lamă din bucăți de fier vechi. Convins că tactica FBI nu funcționează și înainte ca mai mulți bărbați să fie uciși, Bonham pleacă singur la „vânătoare” pentru a-l găsi pe Aaron. Fabricându-și propriul cuțit din piatră, el intră în pustie și căutarea devine rapid o luptă până la moarte între profesor și student.
Într-o luptă cu cuțitul lângă o cascadă, cuțitul lui Bonham este rupt și suferă răni severe, dar reușește să-l înjunghie pe Hallam cu propriul său cuțit. FBI ajunge prea târziu, iar Bonham moare fără să spună un cuvânt. Întorcându-se la el acasă, în Columbia Britanică, Bonham începe să ardă scrisorile la care Hallam a făcut referire anterior, în care Hallam își exprima îngrijorarea cu privire la lucrurile pe care le făcuse în calitate de asasin al guvernului.

## Distribuție
Rolurile principale au fost interpretate de actorii: 
- Tommy Lee Jones - L.T. Bonham
- Benicio del Toro - U.S Army Delta Force Sergeant First Class Aaron Hallam
- Connie Nielsen - FBI Special Agent Abby Durrell
- Leslie Stefanson - Irene Kravitz
- John Finn - Ted Chenoweth
- José Zúñiga - FBI Special Agent Bobby Moret
- Ron Canada - FBI Special Agent Harry Van Zandt
- Mark Pellegrino - Dale Hewitt
- Jenna Boyd - Loretta Kravitz
- Aaron DeCone - Stokes (ca Aaron Brounstein)
- Carrick O'Quinn - Kohler
- Lonny Chapman - Zander
- Rex Linn - Powell
- Eddie Velez - Richards
- Alexander MacKenzie - Sheriff
- Johnny Cash - the Narrator (nemenționat)